# Phalops faccai
Phalops faccai là một loài bọ cánh cứng trong họ Bọ hung (Scarabaeidae).